# Oleg Born
Oleg Born (russisch Олег Борн; * 4. Juni 1968 in Pawlodar, Kasachische SSR) ist ein kasachischer und deutscher Fußballspieler.

## Karriere
Seine Fußballausbildung erhielt er in der Fußballschule des kasachischen Erstligisten Ertis Pawlodar. Mit 15 Jahren debütierte Oleg Born in seinem ersten internationalen Spiel gegen die Nationalmannschaft aus Laos. 1983 wurde er kasachischer Juniorenmeister in Karatau, Qaratau. Mit 15 Jahren bestritt er als Profifußballer seine ersten Spiele beim Erstligisten Tobol Qostanai. 1986 folgte die Berufung in die kasachische Juniorenauswahl, 1987 bis 1989 die Verpflichtung für Sport Tallinn und eine Einladung zum PFK ZSKA Moskau.
1991 bis 1992 spielte Oleg Born auf der Vereinsebene für Ertis Pawlodar, 1993 für den FC 09 Bramsche, von 1998 bis 2001 für FC Lok Elstal. Von 2002 bis 2005 begann er mit seiner Trainertätigkeit im Juniorenbereich des PFC Parchim und der TuS Ennepetal sowie in den darauf folgenden Jahren an der Fußballschule des Bundesligisten Borussia Dortmund.
Seit 2023 Arbeitet er als Sport, Philosophie, und  Religionslehrer, an der Wilhelm Röntgen Realschule in Dortmund.

## Privates
Oleg Born, der einer deutschstämmigen Familie entstammt, ist verheiratet mit seiner Ehefrau Regina Born, die beiden haben zwei Söhne. Der älteste Sohn Alexander „Alex“ Born ist aktuell noch ein  Profiboxer.